# Monte Esperanza (península Antártica)
El monte Esperanza es una montaña que se eleva a 3239 m, formando el pico central y más alto de la cordillera Eternidad en el norte de la Tierra de Palmer, Península Antártica, Antártida. Reclamado por Chile y la Argentina y el Reino Unido, con más del doble de altura que el Cerro Vinciguerra, la montaña más alta del lado argentino de la Tierra del Fuego. Tras un levantamiento realizado en 2017 por el British Antarctic Survey, se determinó que el Monte Hope era más alto de lo que se pensaba anteriormente. Es el punto más alto del reclamo denominado "Territorio Antártico Británico" y de los territorios reclamados por el Reino Unido.

## Nombres
Fue visto por primera vez desde el aire y nombrado como monte Esperanza por Lincoln Ellsworth durante sus vuelos del 21 y 23 de noviembre de 1935. Esta montaña es una de las tres principales montañas en la Cordillera Eternidad, a las que Ellsworth dio los nombres de Fe, Esperanza y Caridad.
La montaña fue levantada topográficamente un año después, en noviembre de 1936, y recibió el nombre de «Monte Wakefield» por J.R. Rymill de la Expedición de la Tierra de Graham Británica. Posteriormente fue fotografiada desde el aire por el Servicio Antártico de los Estados Unidos en septiembre de 1940, y por la Expedición de Investigación Antártica Ronne en diciembre de 1947. Un estudio detallado de los informes, mapas y fotografías de estas expediciones, así como un levantamiento adicional del área realizado por el Falkland Islands Dependencies Survey en 1960, llevó a la conclusión de que el monte Esperanza de Ellsworth y el monte Wakefield de Rymill eran la misma montaña. Por razones de continuidad histórica, se ha conservado el nombre de monte Esperanza para esta montaña (el nombre Wakefield se transfirió al altiplano Wakefield, ubicado justo al noroeste).